# Iolaus schultzei
Iolaus schultzei är en fjärilsart som beskrevs av Aurivillius 1905. Iolaus schultzei ingår i släktet Iolaus och familjen juvelvingar. Inga underarter finns listade i Catalogue of Life.